# تياري جونز
تياري جونز (بالإنجليزية: Tayari Jones)‏‏ (30 نوفمبر 1970 في أتلانتا - )؛ كاتِبة، وروائية من الولايات المتحدة.